# Госпитальная улица (Ломоносов)
Госпита́льная улица — улица в городе Ломоносове Петродворцового района Санкт-Петербурга. Проходит от Пригородной улицы на юг.
Первоначальное название — дача Шитта (как территориальная зона) — появилось в XIX веке. Происходит от фамилии владельца дачи виноторговцы К. Э. Шитта.
В 1965 году была образована улица с названием Госпитальная — в связи с тем, что в здании дачи (Госпитальная улица, 1) во время Великой Отечественной войны располагался военный госпиталь. Деревянное здание дачи было снято с охраны в 2000 году, когда оно пребывало в заброшенном состоянии. В марте 2011 года его снесли. Сохранился сад, который носит название «Дача Шитта».

## Застройка
- дом 2 — жилой дом (1936[4])
- дом 5 — жилой дом (1964[4])
- дом 8 — жилой дом (1964[4])